# Bob Berezowitz
Bob Berezowitz (8 luglio 1944) è un allenatore di football americano statunitense, che ha giocato come quarterback.

## Palmarès
- 1 Mondiale (2007)